# Anafilatoksinski receptori
Anafilatoksinski receptori su grupa G-protein spregnutih receptora koji vezuju anafilatoksine. Članovi ove familije su:
- receptor
- receptor

## Literatura
1. ↑  Fukuoka Y, Nielsen LP, Hugli TE (1989). „Characterization of receptors to the anaphylatoxins on isolated cells”. Dermatologica. 179 Suppl 1: 35—40. PMID 2528484.
2. ↑  Nataf S, Stahel PF, Davoust N, Barnum SR (1999). „Complement anaphylatoxin receptors on neurons: new tricks for old receptors?”. Trends in Neurosciences. 22 (9): 397—402. PMID 10441300.

## Spoljašnje veze
- „Anaphylatoxin Receptors”. IUPHAR Database of Receptors and Ion Channels. International Union of Basic and Clinical Pharmacology.